# Il replicante
Il replicante (The Wraith) è un film del 1986 diretto da Mike Marvin.
La trama è ispirata a un fatto di cronaca realmente accaduto, nel quale un adolescente invischiato nelle corse illegali causò un incidente con quattro morti in Arizona.

## Trama
Una banda di street-racer, capeggiata da un certo Packard Walsh, si diverte ad adescare degli sventurati ragazzi con auto costose per farli gareggiare in corse clandestine. Per fare questo la banda non disdegna di minacciare le loro ragazze. Lo scopo finale è far perdere (anche slealmente) i malcapitati per aggiudicarsi le loro auto, le quali verranno smantellate e rivendute per poter trarre profitto dalla vendita dei bolidi o di parti di essi.
La prepotenza, l'arroganza e, soprattutto, la violenza di Packard fanno sì che tutta la cittadina lo tema, consentendogli così di mantenere il suo atteggiamento da bullo in un clima di sostanziale omertà. Senza veri capi d'accusa, lo sceriffo Loomis non può far altro che limitarsi a tener d'occhio le strade e tentare, con i pochi strumenti a disposizione, di arginare le corse clandestine.
Ma un giorno arriva in città un misterioso pilota a bordo di una potente e velocissima fuoriserie nera e, da quel momento in poi, il passato della banda riaffiorerà pian piano e si ritorcerà contro i suoi stessi componenti. Infatti, gli sgherri della banda periranno tutti, uno dopo l'altro, in incidenti causati da questo misterioso ed abile guidatore nelle varie gare. Costui, alla fine, otterrà la sua vendetta e svelerà il suo vero segreto nel finale del film. Infatti, egli non è altro che un replicante di un ragazzo ucciso anni prima dalla banda, tornato in vita per riprendersi la sua ragazza, nel frattempo corteggiata senza successo dal suo assassino Packard Walsh.

## Auto
I componenti della banda posseggono tutti auto elaborate da loro stessi, per gareggiare contro le auto sportive delle serie più recenti, più un pick-up:
- Packard Walsh ha una Chevrolet Corvette C3
- Oggie ha una Dodge Daytona Turbo Z
- Minty ha una Pontiac Firebird Formula
- Skunk e Gutterboy hanno una Plymouth Barracuda
- Rughead ha un GMC

La fuoriserie del replicante è invece una Dodge M4S Turbo Interceptor nera con i vetri oscurati, un prototipo che all'epoca presentava una linea originale e futuristica.
All'inizio del film la banda sfida un ragazzo alla guida di un'altra Dodge Daytona (una Shelby Z), mentre più avanti Packard tenta di sfidare anche Billy (il cuoco del fast food), che guida una vecchia Triumph Spitfire 1500 d'importazione.

## Produzione
Il film è dedicato alla memoria di Bruce Ingram, un operatore di macchina morto durante le riprese. Nel cast de Il replicante sono presenti diversi figli e fratelli d'arte: Nick Cassavetes, Charlie Sheen, Clint Howard, Griffin O'Neal e Randy Quaid. Il film è stato girato da gennaio a marzo 1986, nei dintorni di Tucson, in Arizona. A tutt'oggi i membri del cast sono amici.